# Mato Škrabalo
Mato Škrabalo (Popova Luka - Janjina, 20. siječnja 1895. – Zagreb, 4. ožujka 1963.) je bio bački hrvatski kulturni djelatnik, po struci pravnik. Rodom je bio s Pelješca. Bio je povjerenik Hrvatskog radiše za cijelu Vojvodinu prije Drugog svjetskog rata. Otac je Zdenka i Ive Škrabala.

## Životopis
Rodio se u obitelji pomorca s Pelješca. Baka je željela da Mato bude svećenik, pa su ga poslali na školovanje u sjemenište u Dubrovnik. Napustio ga je te je prešao u gimnaziju. Maturirao je 28. lipnja 1914. Tri je godine uspio je bježati ondašnjoj dobrovoljnoj obveznoj jednogodišnjoj vojnoj obuci koja je bila uobičajenom stvari za gimnazijalce koji su upravo maturirali. Zadnju ratnu godinu je proveo kao odbjeg koji se skrivao po Zagrebu. Nakon rata studirao je pravo u Zagrebu. Diplomirao je 1922. godine. Ukazala mu se prigoda postati sucem, a da nije morao odraditi pripravnički staž. Da bi to postao, morao je ići za suca u Bačku u nekom od gradova, jer nove su vlasti željele svoje ljude na ključnim mjestima, s obzirom na to da je to 1918. Bačka bila pod Ugarskom. Odlučio se za dotadašnje županijsko središte Sombor, računajući da će to biti kratkotrajno. Ondje se već iduće godine oženio za bačku hrvatsku plemenitašicu iz obitelji Vidaković (od grane Kajtinih iz Lemeša) Jelene Huške Vidaković.
Bio je dijelom skupine gorljivih mladića koji su se nakon sklapanja mira s Mađarskom doselili u Bačku te poveli i pomagali društveni, kulturni i prosvjetni život bačkih Hrvata: u Suboticu su stili Mihovil Katanec, Dragan Mrljak, Matej Jankač, Marin Juras, I. Šercer i dr. Istovremeno su u Sombor došli Ladislav Vlašić, Vinko Žganec i drugi.
Bio je nepotkupljiv, a jer je smatrao da se suci moraju držati dalje o politike, držao se članstva u kulturnim, ribolovnim i sličnim društvima. 
Kad je utemeljeno Hrvatsko kulturno društvo Miroljub 1936. iste se godine pridružio tom društvu. 
Kuriozitet je da su ga vlasti triput poslale u mirovinu. To je bilo svaki put kad bi došla nova vlast, a Mato Škrabalo im nije bio po volji.
Vlastima se prvi put žestoko zamjerio kad je za izbora 1938. glasovao za oporbu predvođenom dr Vlatkom Mačekom. Na to su ga premjestili iz Sombora. Učinak odluke je poništen nakon što je potpisan sporazum Cvetković-Maček.
Pripajanjem Bačke Mađarskoj za drugog svjetskog rata došla su teška vremena za istaknute Hrvate. Mađarske vlasti su ga prisilno umirovile. U njegovoj je kući HKD Miroljub skrivao imovinu nakon što su mađarske vlasti zabranile rad društvu. Sam Škrabalo je nastavio se skrbnički ponašati kao pravi povjerenik Hrvatskog radiše, što je obnašao prije rata. Budući da su brojni Hrvati iz pasivnih krajeva išli naukovati u Sombor, a neki su se oženili ondje i našli dom u Somboru, rat i okupacija ih je zatekla nespremne u novim okolnostima. Mađarske vlasti su ih tjerale, a nisu htjeli ići u NDH u kojoj su sigurnosne okolnosti bile lošije. Tada je Mato Škrabalo djelovao kao neformalni konzul za te Hrvate.
Nakon drugog svjetskog rata bio je davatelj podataka Jurju Andrassyju kod rješavanja pitanja Bajskog trokuta 1945. godine. Te je godine Federalna Hrvatska izaslala Jurja Andrassyja, a suradnici su mu za sjeveroistočne granice Hrvatske, odnosno za područje Bajskog trokuta bili su Blaško Rajić, Grga Skenderović i Vinko Žganec. Da bi se prikupilo podatke u svezi s mogućim novim razgraničenjem s Mađarskom, odnosno da bi se pomoglo uključiti Bajski trokuta u novu Jugoslaviju na osnovi gospodarskog, prometnog i etnografskog interesa, angažiralo se dobavljače podataka. Tu su bili stručnjaci i lokalci (v. Antifašistički front Slavena u Mađarskoj). Od stručnjaka bili su tu Mihovil Katanec i Matija Evetović, Lajčo Jaramazović, Mato Škrabalo i drugi. S druge strane bio je Antun Karagić iz Gare. Nepovoljne političke okolnosti, sovjetsko protivljenje, nezainteresiranost jugoslavenskog državnog vrha odnosno kasnija odluka Vlade DF Jugoslavije da neće pokretati pitanje granice prema Mađarskoj ako Mađarska osigura jugoslavenskim manjinama autonomna prava u sferi kulture i obrazovanja, dovela je do toga da se pitanje tih granica više nikad nije pokretalo, a zatim kasniji sukob sa Staljinom, rezolucija Informbiroa zacementiralo je stanje.
Kraj rata donio je progone seljacima koje su vlasti zlostavljale nerazumnim mjerama prisilnog otkupa kojima seljaci nisu mogli nikako udovoljiti. Škrabalo nije htio sudjelovati u tome te je na vlastiti zahtjev umirovljen 1946. godine. Donošenjem razumnijih zakona 1950-ih, Škrabalo se reaktivirao i radio kao okružni sudac do 1961. godine.
Od 1960. do 1962. bio je predsjednik somborskog Kulturno–umjetničkog društva Vladimir Nazor, u doba najtežih unitarističkih pritisaka kad se je zatiralo nacionalne oznake. Dužnost je prihvatio znajući da i takvo društvo, okrnjenog za njegov hrvatski predznak, treba očuvati po svaku cijenu. 
Umro je 1963. u bolnici u Zagrebu.